# In Your Eyes (George Benson)
In Your Eyes è un album discografico del chitarrista statunitense George Benson, pubblicato nel 1983 dall'etichetta discografica Warner Bros. Records.
Prodotto da Arif Mardin, include l'hit single Lady Love Me (One More Time). La canzone che dà il titolo all'album è stata rifatta da Jeffrey Osborne nel 1986.

## Il disco
Con In Your Eyes George Benson conferma la direzione musicale intrapresa con gli ultimi album, e cioè un allontanamento dal jazz in favore di atmosfere più fruibili melodicamente, operazione che gli frutta grossi riconoscimenti da parte del pubblico, riconoscimenti confermati da questo album che guadagna il disco d'oro e nonostante l'impostazione arriva al 1º posto nella classifica Jazz statunitense.
L'album si apre con il brano Feel Like Makin' Love, che si appropria di alcune cose dell'omonima canzone di successo dei Bad Company, la cui paternità è peraltro riconosciuta nella lista degli autori. Qui si può subito osservare quella che è la caratteristica principale di Benson, cioè lo scatto vocale in sincrono con la chitarra.
Love Will Come Again vede la partecipazione ai cori di Chaka Khan.
I pezzi che nel vinile compongono la facciata A si snodano tutti più o meno simili nel ritmo, poi con la title track In Your Eyes le atmosfere si fanno romantiche, per ripartire subito dopo col ritmo ballabile di Never Too Far to Fall nella quale c'è un intervento di sax.
Di nuovo atmosfere sognanti per Being with You, pezzo strumentale nel quale Benson si ricorda di essere soprattutto un chitarrista.
Anche la conclusiva In Search of a Dream è strumentale, e chiude un album nel quale Benson si esprime più come cantante che come chitarrista.

## Tracce
Lato A
1. Feel Like Making Love – 4:24 (E. McDaniels/G. McDaniels/Ralph/Paul Rodgers)
2. Inside Love (So Personal) – 5:16 (Kashif)
3. Lady Love Me (One More Time) – 4:00 (J. N. Howard/David Paich)
4. Love Will Come Again – 5:44 (A. Mardin/H. Stuart)

Lato B
1. In Your Eyes – 3:22 (D. Hill/Michael Masser)
2. Never Too Far to Fall – 4:05 (N. Doheny/H. Stuart)
3. Being with You – 3:55 (Omar Hakim)
4. Use Me – 4:23 (J. Ingram/B. Mann/C. Weil)
5. Late at Night – 3:37 (B. Mann/C. Weil)
6. In Search of a Dream – 4:59 (A. Falcon/A. G. Falcon)

## Formazione
- George Benson - chitarra, voce
- Robbie Buchanan - tastiere
- Nathan East - basso
- Lenny Castro - percussioni
- Steve Ferrone - batteria

### Altri musicisti
- Chaka Khan - cori
- Michael Brecker - sassofono

## Edizioni
| Anno | Titolo       | Formato | Etichetta               |
| ---- | ------------ | ------- | ----------------------- |
| 1983 | In Your Eyes | LP      | Warner Brothers Records |
| 1983 | In Your Eyes | MC      | Warner Brothers Records |
| 1983 | In Your Eyes | CD      | Warner Brothers Records |
| 2012 | In Your Eyes | CD      | WEA Japan               |

## Riconoscimenti
- 1º posto nella classifica Jazz Albums degli Stati Uniti del 1983
- Grammy Award per il brano Being With You riconosciuto miglior performance strumentale Pop del 1983[2]